# Glena quinquelinearia
Glena quinquelinearia là một loài bướm đêm trong họ Geometridae.